# Troskotovice
Troskotovice település Csehországban, a Brno-vidéki járásban. Troskotovice Jiřice u Miroslavi, Trnové Pole, Litobratřice, Vlasatice és Drnholec településekkel határos. Lakosainak száma 712 fő (2024. január 1.).

## Népesség
A település lakosságának változását az alábbi diagram mutatja:
| Lakosok száma | 1076 | 1181 | 1227 | 715  | 587  | 634  | 663  | 669  | 654  | 712  |
|               | 1869 | 1900 | 1921 | 1961 | 1980 | 2011 | 2016 | 2019 | 2021 | 2024 |